# Skyfire (software)
Skyfire è un browser per dispositivi portatili per Windows Mobile 5 e 6, Symbian S60  ed Android in lingua inglese sviluppato dal gruppo omonimo.
La sua prima versione è uscita il 9 febbraio 2008.
La versione disponibile per Windows Mobile e per Symbian ha è la 1.5, mentre per Android è stata da poco lanciata una beta (Versione 2.0).
Al contrario dei classici browser web per dispositivi portatili che adattano il contenuto allo schermo, Skyfire permette di visitare le pagine con le medesime funzionalità dei normali browser per pc, con la possibilità di ingrandire porzioni di pagine per una migliore visualizzazione sugli schermi di cellulari e smartphone.

Questo permette di navigare in siti normalmente non accessibili in quanto ottimizzati per display ad alta risoluzione.

## Caratteristiche
- Utilizza come motore di rendering Gecko.
- Supporta CSS, JavaScript AJAX.
- Supporta inoltre nativamente Adobe Flash 10, Silverlight 2.0 e QuickTime.